# Protonenpumpenhemmer
Protonenpumpenhemmer, auch Protonenpumpen-Inhibitoren (PPI), umgangssprachlich auch als „Magenschutz“ bezeichnet, sind Arzneistoffe, die die Bildung von Magensäure über die Hemmung der H+/K+-ATPase – einer sogenannten Protonenpumpe – in den Belegzellen (Parietalzellen) des Magens unterdrücken (sogenannte Magensäureblocker oder kurz auch Säureblocker). Sie sind in der Humanmedizin angezeigt zur Linderung von Sodbrennen, zur Behandlung der Refluxösophagitis, von Magen- und Zwölffingerdarmgeschwüren und in der Eradikationstherapie von Infektionen mit Helicobacter pylori. Eine weitere Indikation einiger PPI ist das Zollinger-Ellison-Syndrom.
Wirkstoffe dieser Klasse sind Omeprazol und dessen reines (S)-Enantiomer Esomeprazol, Pantoprazol, Lansoprazol und dessen reines (R)-Enantiomer Dexlansoprazol sowie  Rabeprazol. Protonenpumpenhemmer werden in Form magensaftresistenter Kapseln oder Tabletten verabreicht. Teilweise stehen die Substanzen auch für eine intravenöse Anwendung zur Verfügung.

## Bedeutung
Protonenpumpenhemmer helfen, viele Magenoperationen zu vermeiden: Früher waren rezidivierende Magen- oder Zwölffingerdarmgeschwüre (Ulcera ventriculi oder Ulcera duodeni) die häufigsten Gründe für eine Magenresektion, die dann in der Regel als Teilresektion nach Billroth („Billroth I“ oder „Billroth II“) ausgeführt wurde. Seit den 1990er-Jahren hat die Rate operationswürdiger Geschwüre in der westlichen Welt aufgrund der guten Wirksamkeit und des breiten Einsatzes der PPI drastisch abgenommen. Die weitverbreitete prophylaktische Anwendung zur Verhinderung von Stressulzera auch bei Patienten ohne besonderes Risiko ist allerdings nicht sinnvoll.

## Wirkungsweise
Alle bisher entwickelten Protonenpumpenhemmer sind säureempfindlich und können erst im Dünndarm resorbiert werden. Deshalb sind sie in magensaftresistenten Arzneiformen erhältlich und Tabletten können in der Regel nicht geteilt werden.
Sie gelangen über den Blutkreislauf in die sekretorischen Kanäle der Belegzellen des Magens.
Bei allen Substanzen handelt es sich um Prodrugs, die erst am Ort der Wirkung durch die Säure (Protonen) der Belegzellen in die aktive Form umgewandelt werden, welche an die H+/K+-ATPase bindet und diese irreversibel in ihrer Funktion als Protonenpumpe blockiert. Die Blockierung ist dosisabhängig und wirkt sowohl auf die basale (in Ruhe) als auch auf die stimulierte Magensäuresekretion. Die Verminderung der Säureproduktion im Magen und der resultierende Anstieg des pH-Werts des Magensaftes führt zu einer Abmilderung der Aggressivität des Magensafts und somit zu einer beschleunigten Heilung von Magenwandverletzungen (wie Schleimhauterosionen oder Ulcera).
Protonenpumpenhemmer wirken trotz ihrer kurzen Plasmahalbwertszeit von nur 0,5 bis 1,5 Stunden dennoch etwa 1–3 Tage lang, denn erst nach dieser Zeit hat sich die H+/K+-ATPase durch Neubildung wieder regeneriert. Sie unterliegen dabei allerdings einer aktivitätsabhängigen Wirkung (englisch use dependency), so dass die Einnahme am besten etwa 1/2 Stunde vor der Nahrungsaufnahme stattfindet.
Protonenpumpenhemmer werden vollständig durch das Cytochrom-P450-System (CYP) metabolisiert. Dabei erfolgt der überwiegende Teil der Verstoffwechselung durch das vielgestaltige (polymorphe) CYP2C19, ein geringer Teil wird durch CYP3A4 verstoffwechselt.

## Unerwünschte Wirkungen und Anwendungsbeschränkungen

### Nebenwirkungen
Protonenpumpenhemmer zählen mit einem globalen Umsatz von 26,5 Mrd. US-Dollar (2008) zu den weltweit am häufigsten verordneten Medikamenten und gelten als relativ sicher. Die häufigsten Nebenwirkungen sind gastrointestinaler Natur; außerdem können Müdigkeit, Schwindel, Kopfschmerzen, Schlafstörungen, Hautveränderungen und veränderte Leberwerte, besonders anfangs, die Therapie begleiten. Gravierende Nebenwirkungen, u. a. Sehstörungen bis zur Erblindung, wurden dagegen nur sehr selten, insbesondere unter parenteraler Verabreichung, z. B. durch Injektion, beobachtet.

### Wechselwirkungen
Neben den Protonenpumpenhemmern zählen auch Thrombozytenaggregationshemmer zu den am weitesten verbreiteten Arzneimitteln. Die Therapie der koronaren Herzkrankheit basiert neben interventionellen und chirurgischen Maßnahmen wesentlich auf der medikamentösen Hemmung der Plättchenaggregation mittels Acetylsalicylsäure (ASS) und Hemmstoffen des P2Y12-Rezeptors wie z. B. Clopidogrel. Dem positiven Nutzen dieser Medikamente stehen gastrointestinale Risiken wie Magen- und Zwölffingerdarmgeschwüre sowie mögliche Blutungskomplikationen gegenüber. Protonenpumpenhemmer können diese reduzieren und wurden bei der dualen Plättchenhemmung mit ASS und Clopidogrel als Begleitmedikation empfohlen. Nachdem über mögliche Interaktionen von Clopidogrel mit Protonenpumpenhemmern berichtet wurde, haben in Deutschland die entsprechenden medizinischen Fachgesellschaften 2010 ein Positionspapier mit Empfehlungen zum Einsatz von Protonenpumpenhemmern verabschiedet. Die Therapieempfehlungen berücksichtigen das individuelle Risiko für kardiovaskuläre und gastrointestinale Ereignisse. Protonenpumpenhemmer stehen im Verdacht, die schützende Wirkung von Clopidogrel abzuschwächen. Die Bioverfügbarkeit von Atazanavir und anderer HIV-Therapeutika ist unter der Therapie mit PPI vermindert. Therapeutisch problematisch ist auch die veränderte Bioverfügbarkeit von Tyrosinkinaeseinhibitoren bei zeitgleicher Gabe der Protonenpumpenhemmer.

### Besondere Patientengruppen
Generell sind Protonenpumpenhemmer nicht für den Einsatz bei Kindern geeignet.
In Ausnahmefällen sind einige Omeprazolformulierungen für die Therapie der schweren Refluxösophagitis bei Kindern ab zwei Jahren zugelassen, wenn sich andere therapeutische Maßnahmen als wirkungslos erwiesen haben. Die Behandlung sollte durch einen pädiatrischen Facharzt durchgeführt werden.
Eine in der Schwangerschaft oder Stillzeit mit Protonenpumpenhemmern erforderliche Therapie ist mit dem am besten untersuchten Omeprazol möglich.
Bei Patienten mit Leberfunktionsstörungen ist je nach Schweregrad eine Dosisanpassung und/oder ein Monitoring der Leberenzyme, gegebenenfalls ein Therapieabbruch zu erwägen.

### Mögliche assoziierte Erkrankungen
- Nahrungsmittelallergie: Protonenpumpenhemmer stehen im Verdacht, die Entwicklung von Nahrungsmittelallergien (Jensen-Jarolim et al.[10]) zu fördern.
- Lungenentzündung: Dr. Shoshana Herzig, Direktorin für Krankenhausmedizinische Forschung in der Abteilung für Allgemeinmedizin des Beth Israel Deaconess Medical Centers (BIDMC) zu Boston und andere kamen in einer Studie aus dem Jahre 2009 zu dem Ergebnis, dass die Einnahme von PPI das Risiko, eine im Krankenhaus erworbene Lungenentzündung zu entwickeln, um 30 % erhöht, und bei einer geschätzten Sterblichkeitsrate von 18 % die Einnahme dieser Medikament dadurch in den USA jährlich zu 33.000 vermeidbaren Todesfällen führen könnte.[11]
- Osteoporotische Knochenbrüche: Mit steigender Dosis erhöht sich das Risiko für das Vorliegen einer Osteoporose. Bei hochdosierter PPI-Therapie erhöht sich das Risiko für Schenkelhalsfrakturen („Hüftbrüche“) auf das Doppelte.[12] Auch für andere Frakturen, z. B. an Wirbelkörpern, erhöht sich das Risiko.[13]
- Absetzphänomen: Die längerfristige Einnahme dieser Medikamente kann dazu führen, dass der Magen nach Absetzen des Medikaments zu viel Säure bildet, auch wenn er vor Beginn der Behandlung gesund war.[14]
- Nephritis: Sehr selten kann es bei der Therapie mit PPI zu einer interstitiellen Nephritis kommen.[15] Eine 2015 veröffentlichte Kohortenstudie aus Kanada ermittelte jedoch ein dreifach erhöhtes Risiko Hazard Ratio 3,00 (1,47–6,14). Von den Patienten, die nach der Entlassung aus der Klinik, wohl mit Unkenntnis des Risikos, erneut PPI einnahmen, erkrankten 7,5 Prozent ein zweites Mal an einem akuten Nierenversagen.[16]
- Darmentzündungen: Enteritiden durch Salmonellen oder Campylobacter treten durch PPI nach Logan et al. bis zu dreimal häufiger auf und werden mit dem Verlust der natürlichen Säurebarriere erklärt. Darüber hinaus gibt es Hinweise auf eine Entstehung einer Hypomagnesiämie, und auch eine Eisen- und Vitamin-B12-Malabsorption kommt offenbar häufiger vor.[17]
- Vitamin-B12-Mangel: Lam et al. zeigen, dass PPI und auch andere Säureblocker (H2-Blocker) mit einem Vitamin-B12-Mangel und deren Folgen (Anämie, neurologische Störungen, Demenz) in Verbindung stehen könnten.[18]
- Chronische Nierenerkrankung: Eine im Februar 2016 in den USA veröffentlichte Studie mit über 10.000 Teilnehmern zeigte, dass die Anwendung von Protonenpumpenhemmern mit einem erhöhten Risiko von chronischer Nierenerkrankung einhergeht.[19]
- Demenz: Zwar erkrankten laut Ärzteblatt vom Februar 2016 hochbetagte Mitglieder einer deutschen Krankenkasse häufiger an einer Demenz, wenn ihnen zuvor Protonenpumpenhemmer verordnet worden waren,[20] und ein statistischer Zusammenhang mit der Entstehung von Demenz hatte sich auch in zwei großen Studien aus den Jahren 2015 und 2016 gezeigt.[21][22] Jedoch gelten diese Ergebnisse laut Ärzteblatt vom Juni 2017 inzwischen als widerlegt,[23] und der Zusammenhang sei laut Studie von 2017 tendenziell eher umgekehrt, sodass Protonenpumpenhemmer eher die Wahrscheinlichkeit, an Demenz zu erkranken, verringern sollen.[24] 2020 wurde in Zellkulturen nachgewiesen, dass Protonenpumpenhemmer die Synthese des Neurotransmitters Acetylcholin beeinflussen.[25] Eine Übertragung von Daten aus Zellkulturen auf Menschen ist jedoch ohne klinische Studien nicht aussagekräftig. Eine aktuelle Übersichtsstudie an 642.949 Patienten zeigte keinen statistischen Zusammenhang zwischen der Einnahme von Protonenpumpenhemmern und Demenz[26], jedoch zeigte die Studie auch auf, dass es eine unzureichende Datenlage gibt, um verlässliche Aussagen über den Zusammenhang zwischen Protonenpumpenhemmern und Demenz treffen zu können.

## Arzneimittel auf dem deutschen Markt
| INN            | Handelspräparat(e)                                  | Darreichungsform(en)                                                   |
| Omeprazol      | Antra MUPS, Gastracid sowie zahlreiche Generika     | magensaftresistente Tabletten/Kapseln mit 10, 20 oder 40 mg; Infusion  |
| Esomeprazol    | Nexium sowie diverse Generika                       | magensaftresistente Tabletten/Kapseln mit 10, 20 oder 40 mg; Infusion  |
| Pantoprazol    | Rifun, Pantozol, Pantoloc sowie zahlreiche Generika | magensaftresistente Tabletten bzw. Kapseln mit 20 oder 40 mg; Infusion |
| Lansoprazol    | Agopton, Lanzor sowie diverse Generika              | magensaftresistente Kapseln mit 15 oder 30 mg                          |
| Dexlansoprazol | Dexilant                                            | Kapseln mit veränderter Wirkstofffreisetzung mit 30 oder 60 mg         |
| Rabeprazol     | Pariet                                              | magensaftresistente Tabletten mit 10 oder 20 mg                        |

Omeprazol, Pantoprazol und Esomeprazol sind in Deutschland zur kurzzeitigen Behandlung von Sodbrennen und saurem Aufstoßen in begrenzter Dosierung und Packungsgröße rezeptfrei erhältlich.